# Мідвейл (Юта)
Мідвейл (англ. Midvale) — місто (англ. city) в США, в окрузі Солт-Лейк штату Юта. Населення — 36 028 осіб (2020).

## Географія
Мідвейл розташований за координатами 40°36′53″ пн. ш. 111°53′34″ зх. д. / 40.61472° пн. ш. 111.89278° зх. д. (40.614735, -111.892684).  За даними Бюро перепису населення США в 2010 році місто мало площу 15,37 км², уся площа — суходіл.

## Демографія
Згідно з переписом 2010 року, у місті мешкали 27 964 особи в 10 913 домогосподарствах у складі 6774 родин. Густота населення становила 1819 осіб/км².  Було 11764 помешкання (765/км²).
Расовий склад населення:
| - 77,8 % — білих - 2,4 % — азіатів - 1,8 % — чорних або афроамериканців - 1,2 % — корінних американців - 0,7 % — вихідців з тихоокеанських островів - 12,5 % — осіб інших рас |

До двох чи більше рас належало 3,5 %. Частка іспаномовних становила 24,3 % від усіх жителів.
За віковим діапазоном населення розподілялося таким чином: 25,1 % — особи молодші 18 років, 64,8 % — особи у віці 18—64 років, 10,1 % — особи у віці 65 років та старші. Медіана віку мешканця становила 30,6 року. На 100 осіб жіночої статі у місті припадало 97,8 чоловіків;  на 100 жінок у віці від 18 років та старших — 96,1 чоловіків також старших 18 років.
Середній дохід на одне домашнє господарство  становив 59 479 доларів США (медіана — 50 614), а середній дохід на одну сім'ю — 62 921 долар (медіана — 53 816). Медіана доходів становила 41 703 долари для чоловіків та 33 130 доларів для жінок. За межею бідності перебувало 16,6 % осіб, у тому числі 24,0 % дітей у віці до 18 років та 6,6 % осіб у віці 65 років та старших.
Цивільне працевлаштоване населення становило 16 425 осіб. Основні галузі зайнятості: освіта, охорона здоров'я та соціальна допомога — 20,0 %, науковці, спеціалісти, менеджери — 13,6 %, роздрібна торгівля — 12,3 %, мистецтво, розваги та відпочинок — 11,2 %.